# Municipio de Napier
El municipio de Napier (en inglés: Napier Township) es un municipio ubicado en el condado de Bedford en el estado estadounidense de Pensilvania. En el año 2000 tenía una población de 2.145 habitantes y una densidad poblacional de 14.3 personas por km².

## Geografía
El municipio de Napier se encuentra ubicado en las coordenadas 40°02′57″N 78°38′28″O / 40.04917, -78.64111.

## Demografía
Según la Oficina del Censo en 2000 los ingresos medios por hogar en la localidad eran de $33,261 y los ingresos medios por familia eran $38,674. Los hombres tenían unos ingresos medios de $30,964 frente a los $21,319 para las mujeres. La renta per cápita para la localidad era de $16,036. Alrededor del 10% de la población estaban por debajo del umbral de pobreza.